# Rubus georgicus
Rubus georgicus är en rosväxtart som beskrevs av Wilhelm Olbers Focke. Rubus georgicus ingår i släktet rubusar, och familjen rosväxter. Inga underarter finns listade i Catalogue of Life.